# Franco Modigliani
Franco Modigliani (Roma, 18 de junio de 1918-Nueva York, 25 de septiembre de 2003) fue un economista ítalo-estadounidense. Nacido en Italia, tuvo que abandonar el país en 1939 debido a sus orígenes judíos y a sus ideas antifascistas.
Fue laureado con el Premio de Economía Conmemorativo de Alfred Nobel en 1985, por sus estudios sobre la microeconomía, en especial por su «hipótesis del ciclo de vida» y por sus análisis sobre las formas de funcionamiento de los mercados financieros.

## Biografía
Nacido el 18 de junio de 1918 en Roma, Modigliani perdió a su padre Enrico, pediatra, a los 13 años. A los 17 años acabó sus estudios en el Liceo Visconti y decidió estudiar Derecho. En su segundo año en la Universidad ganó un concurso académico con un ensayo sobre un tema de Economía lo que lo decantó al estudio de esta ciencia.
Se convirtió en un ferviente opositor de Mussolini. En 1938 fue invitado a visitar París por la familia de su futura mujer, Serena Calabi, con la que se casó en mayo de 1939. En París amplió sus estudios en la Sorbona y en junio de 1939 regresa a Roma para la lectura de su tesis doctoral. En agosto de ese mismo año, junto con su mujer, emigra a los Estados Unidos y llegan a Nueva York pocos días antes del inicio de la Segunda Guerra Mundial. En 1946 consiguió la ciudadanía estadounidense.
Fue profesor de Economía en las Universidades de Columbia, Illinois, Northwestern y Universidad Carnegie Mellon. A partir de 1962, trabajó en el Departamento de Economía del Instituto de Tecnología de Massachusetts (MIT), donde estuvo por más de veinticinco años.

## Principales aportaciones

### Teoría del valor de una empresa
Junto con Merton Miller, desarrolló el teorema de Modigliani-Miller en el campo de la economía financiera de la empresa. Este teorema afirma que siempre que se cumplan una serie de supuestos es indiferente para la empresa financiarse mediante la emisión de acciones (financiación propia) o de deuda (financiación ajena). Las decisiones de Inversión se deben tomar en una empresa de forma independiente de las decisiones de financiación. Para decidir si es conveniente o no un determinado proyecto de una empresa, hay considerar cómo afecta a la rentabilidad futura de la empresa y en caso de que la mejore, decidir como financiarlo.
De esta teoría se desprende que la política de dividendos de una empresa es irrelevante para el accionista, ya que no modifica su valor intrínseco y al accionista le da igual tener el valor depositado en la empresa o que periódicamente esta le transfiera una parte.

### El ciclo del ahorro del consumidor
También ideó la hipótesis del ciclo vital que explica el nivel de ahorro en la economía. Modigliani afirmó que los consumidores trataban de tener un nivel de ingresos estable a lo largo de su vida por lo que ahorraban durante los años en que trabajaban y lo gastaban durante sus años inactivos.
El origen de esta idea se encuentra en la Teoría General de Keynes, que en 1936 expuso los vínculos existentes entre la renta nacional y el ahorro total en una economía de mercado.
En 1957, Milton Friedman formuló su hipótesis de las "rentas permanentes" según la cual los ingresos de un individuo tienen dos partes, una permanente, decisiva para que elija entre consumo y ahorro; y otra transitoria.Tres años antes de que Friedman, Modigliani y su alumno Richard Brumberg, había presentado su hipótesis, circunscrita al ciclo de vida de cada consumidor. Según ellos los ingresos tienen una forma de campana en el transcurso de la vida de un consumidor, son bajos al inicio, altos en la edad central de actividad y de nuevo bajos tras la jubilación. Según esto los jóvenes serán los que más recurran al crédito, los adultos serán los que más ahorren y los ancianos gastarán sus ahorros. 
Esta hipótesis tiene muchas aplicaciones para la economía. Una de ellas es que el ahorro total está determinado tanto por factores económicos y por factores demográficos. Entre los factores demográficos está la estructura de edades de la población y las expectativas de vida.

### El déficit público
En los años 60 Modigliani estudió cuál era la mejor forma de financiar el Gasto público: si con mayores Impuestos o con incrementos de la Deuda fiscal. En sus conclusiones alertó de los efectos negativos de un déficit público sostenido sobre el desarrollo económico de un país.